# Tomàs Lluís Pujadas Roca
Tomàs Lluís Pujades Roca (Sabadell, 24 de maig de 1904-Vic, 12 d'octubre de 1994) fou un missioner claretià, músic i escriptor.

## Biografia
Fill de mestre, va exercir de professor en la congregació de Misioneros Hijos del Corazón de María el 1921. Durant la seva joventut en el període de 1920 a 1934 va rebre formació eclesiàstica a la Universitat de Cervera on posteriorment la perfeccionà a Roma juntament amb Casimiro Casimiri.
Distingit per la seva personalitat polifacètica, publicà un gran nombre d'articles en revistes musicals, una trentena de llibres amb biografies, relats i altres obres històriques entre d'altres. No només exercí una gran professió com a escriptor, sinó que també va dirigir nombroses publicacions religioses, com per exemple la revista Iris de Paz, fundada el 1883.
A més, també fou conegut per ser autor de misses i càntics marians i per compondre més d'un centenar d'obres musicals, entre les quals hi trobem 12 himnes oficials, motets…
Tanmateix, tingué experiència en la formació dels joves. Un exemple d'aquest fet el trobem quan el 1936 anà a treballar pastoralment a un barri marginal de València. El fet d'establir contacte amb els infants va despertar en ell la consciència del teatre i el cinema, el qual el va dur a compondre moltes obres calistèniques.
Anys més tard, va fundar l'associació Amigos del Cine i escriví un guió cinematogràfic sobre el pare Claret. Un fet important a destacar d'ell fou la campanya nacional que organitzà amb la companyia de quaranta-nou bisbes i el cardenal primat juntament amb l'ajuda de diferents mitjans de comunicació com per exemple la ràdio nacional i altres diferents emissores.

## Obres[1]
- Missa in honorem Sancti Antonii M. Claret;
- Missa Festiva; Hispaniarum Regina y la
- Missa fang, compuesta en Guinea Ecuatorial con melodías autóctonas de la zona continental;
- Himno de la Universidad Católica de Panamá